# Kicar
Kicar – wieś w Słowenii, w gminie Ptuj. W 2018 roku liczyła 794 mieszkańców.